# Kink.com
Kink.com är ett San Francisco-baserat företag som producerar pornografi för ett antal egna internetsajter. Bolaget sysslar med fetischporr som BDSM, bondage, urolagni, fisting och andra så kallade sexuella kinks. Nyligen[när?] har man även börjat producerat film för en homosexuell publik.
Bland de skådespelare som arbetat för bolaget hittar man Satine Phoenix, Chastity Lynn, Ashley Blue, Kat, James Deen och Kelly Wells. 
En stor del av materialet är regisserat av kvinnliga regissörer, som Princess Donna, som själva lägger ett queer- och feministperspektiv på filmerna.

## Historik

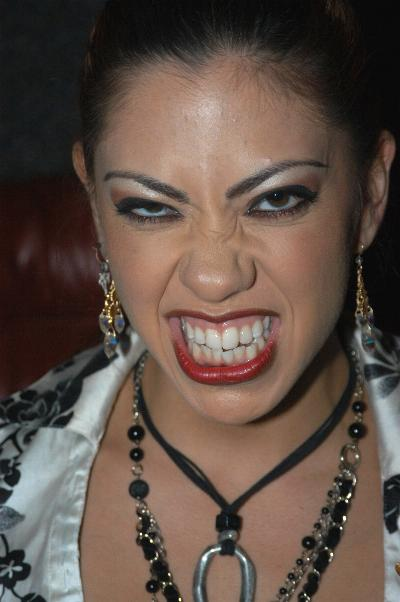
Satine Phoenix, en av aktriserna som arbetat mycket för Kink.com.

### Hogtied och Fucking Machines
Kink.com startades av engelsmannen Peter Acworth medan han var doktorand i ekonomi på Columbia University. Hans första webbplats Hogtied blev snabbt så ekonomiskt lönsam att han avslutade studierna för att jobba med bolaget på heltid.
Acworth flyttade 1998 bolaget från New York till San Francisco. Där började han själv producera sitt innehåll istället för att köpa material från andra producenter. Skådespelare hittade han först på Craigslist, men snart började han kunna locka över professionella aktörer från andra porrbolag.
År 2000 senare skapade han sin andra webbplats, Fucking Machines. Bolaget har sedan dess startat ytterligare tjugosex sajter.

### Ägare till San Francisco Armory (2006–2018)
I slutet av 2006 köpte Kink.com den kulturmärkta byggnaden San Francisco Armory för 14,5 miljoner dollar, för att använda som huvudstudio för filminspelningarna. Efter det bildades en protestgrupp som kallade sig Mission Armory Community Collective, i ett försök att stoppa köpet. Ytterligare politiska och religiösa grupper anslöt sig till kampanjen, men det fanns inget olagligt i vare sig bolagets verksamhet eller köp av byggnaden.
Bolaget ägde byggnaden fram till 2018, då man sålde den till investmentbolaget AJ Capital Partners för 65 miljoner dollar. Under sina år som ägare hade Kink.com ägnat kraft åt upprustning av den delvis förfallna historiska byggnaden. Försäljningen kan också ses i ljuset av senare års omvandling av porrbranschen, där abonnenterna på Kink.com mellan 2013 och 2016 minskade från 50000 till 30000, samtidigt som mängden fritt tillgänglig pornografi på webbplatser som Pornhub och Youporn ökat.

### Övrigt
I avsnitt 10 av TV3:s serie 69 saker du vill veta om sex intervjuades Acworth och flera av skådespelarna om Kink.com.
Under 2012 dokumenterades bolaget också i den då kommande filmen Kink, regisserad av James Franco.

## Priser och nomineringar
- 2009 XBIZ Award - FSC Leadership Award
- 2009 XBIZ Award - Original Web Content[13]
- 2009 AVN Award Nominee - Best Adult Website
- 2010 XBIZ Award Nominee - Innovative Company of the Year[14]
- 2011 AVN Award - Best Alternative Web Site[15]